# Alekszandrovszk-szahalinszkiji járás
Az Alekszandrovszk-szahalinszkiji járás (oroszul Алекса́ндровск-Сахали́нский район) Oroszország egyik járása a Szahalini területen. Székhelye Alekszandrovszk-Szahalinszkij.

## Népesség
- 1989-ben 8 526 lakosa volt.
- 2002-ben 4 687 lakosa volt.
- 2010-ben 2 791 lakosa volt.